# Schleife (Topologie)

Eine freie Schleife in der Ebene.

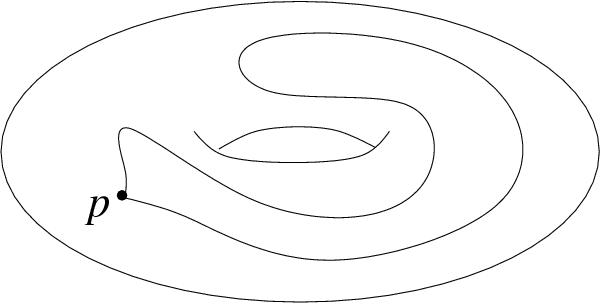
Eine Schleife auf dem Torus mit Basispunkt.

In der Topologie, einem Teilgebiet der Mathematik, werden geschlossene Kurven auch als Schleifen bezeichnet.

## Freie Schleifen und Schleifen
Eine  freie Schleife in einem topologischen Raum {\displaystyle X} ist eine stetige Abbildung {\displaystyle f} vom Einheitsintervall {\displaystyle I=[0,1]} auf {\displaystyle X}, wobei gilt {\displaystyle f(0)=f(1)}. Das bedeutet, dass der Anfangspunkt gleich dem Endpunkt ist. Eine freie Schleife kann auch als stetige Abbildung des Einheitskreises {\displaystyle S^{1}} nach {\displaystyle X} gesehen werden, da {\displaystyle S^{1}} als Quotient von {\displaystyle I} unter der Identifizierung von 0 mit 1 gesehen werden kann. 
Wenn im Raum {\displaystyle X} ein Basispunkt {\displaystyle x_{0}\in X} festgelegt ist, dann bezeichnet man als Schleife eine stetige Abbildung {\displaystyle f} vom Einheitsintervall {\displaystyle I=[0,1]} auf {\displaystyle X}, wobei gilt {\displaystyle f(0)=f(1)=x_{0}}. Das bedeutet, dass Anfangspunkt und Endpunkt gleich dem festen Basispunkt sind. Eine Schleife kann auch als stetige Abbildung des Einheitskreises {\displaystyle S^{1}} nach {\displaystyle X} gesehen werden, wobei ein fest gewählter
Basispunkt {\displaystyle \left[1\right]} von {\displaystyle S^{1}} auf den fest gewählten Basispunkt {\displaystyle x_{0}\in X} abgebildet wird.

## Homotopieklassen
Man bezeichnet zwei freie Schleifen als (frei) homotop, wenn es eine Homotopie zwischen den beiden Abbildungen {\displaystyle S^{1}\to X} gibt.
Zwei Schleifen werden als homotop bezeichnet, wenn es eine freie Homotopie {\displaystyle H\colon S^{1}\times \left[0,1\right]\to X} gibt, die zusätzlich die Bedingung {\displaystyle H(\left[1\right],t)=x_{0}} für alle {\displaystyle t\in \left[0,1\right]} erfüllt.
Die Mengen der Homotopieklassen von Schleifen bildet das wichtige Konzept der Fundamentalgruppe {\displaystyle \pi _{1}(X,x_{0})}.
Die Menge aller Schleifen in einem topologischen Raum {\displaystyle X} wird Schleifenraum genannt und mit {\displaystyle \Omega X} bezeichnet. Die Menge der freien Schleifen wird als freier Schleifenraum {\displaystyle LX} bezeichnet. 